# ليونيل إم. جاكوبس
ليونيل إم. جاكوبس (بالإنجليزية: Lionel M. Jacobs)‏ هو مصرفي أمريكي، ولد في 10 يوليو 1840 في لندن في المملكة المتحدة، وتوفي في 7 فبراير 1922 في سان فرانسيسكو في الولايات المتحدة.